# Список серій мультсеріалу «Джеймі-щупальця»
Станом на березень 2019 року в ефір вийшло 3 сезони мультсеріалу «Джеймі-щупальця» з 52 серіями кожен.

## Серії
| Порядковий номер серії | Номер серії в сезоні | Назва                                             | Дата показу у США | Дата показу на ПлюсПлюс |
| ---------------------- | -------------------- | ------------------------------------------------- | ----------------- | ----------------------- |
| 1 сезон                |                      |                                                   |                   |                         |
| 1                      | 1                    | «Джеймі дуже хворий хлопчик»                      | 15 листопада 2013 |                         |
| 2                      | 2                    | «Хлопчики з Марса, а дівчата з Місяця»            | 15 листопада 2013 |                         |
| 3                      | 3                    | «Останній день Землі»                             | 16 листопада 2013 |                         |
| 4                      | 4                    | «Подарунок з Зірок»                               | 16 листопада 2013 |                         |
| 5                      | 5                    | «Щасливого Злобогньярфу»                          | 17 листопада 2013 |                         |
| 6                      | 6                    | «Джеймі закоханий»                                | 17 листопада 2013 |                         |
| 7                      | 7                    | «Захисниця Галактики»                             | 18 листопада 2013 |                         |
| 8                      | 8                    | «Послання з Космосу»                              | 18 листопада 2013 |                         |
| 9                      | 9                    | «Мир та Спокій»                                   | 19 листопада 2013 |                         |
| 10                     | 10                   | «Супер»                                           | 19 листопада 2013 |                         |
| 11                     | 11                   | «Гороху на Землі не місце»                        | 20 листопада 2013 |                         |
| 12                     | 12                   | «Захисники планети Земля»                         | 20 листопада 2013 |                         |
| 13                     | 13                   | «Знайти Наємника»                                 | 21 листопада 2013 |                         |
| 14                     | 14                   | «Полетіли кататися»                               | 21 листопада 2013 |                         |
| 15                     | 15                   | «Спасти щупальця Джеймі»                          | 22 листопада 2013 |                         |
| 16                     | 16                   | «Останнє місце у Галактиці»                       | 22 листопада 2013 |                         |
| 17                     | 17                   | «Кузина Джозет»                                   | 23 листопада 2013 |                         |
| 18                     | 18                   | «Телепортуй нас, Джеймі»                          | 23 листопада 2013 |                         |
| 19                     | 19                   | «Як все почалося»                                 | 24 листопада 2013 |                         |
| 20                     | 20                   | «Невдалий похід»                                  | 24 листопада 2013 |                         |
| 21                     | 21                   | «Якщо судити за запахом, то хтось сумує за домом» | 25 листопада 2013 |                         |
| 22                     | 22                   | «Мирний договір підписаний у саду»                | 25 листопада 2013 |                         |
| 23                     | 23                   | «Без сну»                                         | 26 листопада 2013 |                         |
| 24                     | 24                   | «Людина Щупальце»                                 | 26 листопада 2013 |                         |
| 25                     | 25                   | «Близнюк Джеймі»                                  | 27 листопада 2013 |                         |
| 26                     | 26                   | «ФБР, завжди дзвонить двічі»                      | 27 листопада 2013 |                         |
| 27                     | 27                   | «Найкраща дискотека у Галактиці!»                 | 28 листопада 2013 |                         |
| 28                     | 28                   | «У моєму домі живе прибулець»                     | 28 листопада 2013 |                         |
| 29                     | 29                   | «Абсолютно новий Ервін»                           | 29 листопада 2013 |                         |
| 30                     | 30                   | «Мій Кузен головний у Галактиці»                  | 29 листопада 2013 |                         |
| 31                     | 31                   | «Джеймі, а де бабуся?»                            | 30 листопада 2013 |                         |
| 32                     | 32                   | «Поважайте корів»                                 | 30 листопада 2013 |                         |
| 33                     | 33                   | «Головна роль»                                    | 1 грудня 2013     |                         |
| 34                     | 34                   | «У гостях добре, а на Бларбі краще»               | 1 грудня 2013     |                         |
| 35                     | 35                   | «Запрошення»                                      | 2 грудня 2013     |                         |
| 36                     | 36                   | «Симфонія трьох щупалець»                         | 2 грудня 2013     |                         |
| 37                     | 37                   | «Обмін»                                           | 3 грудня 2013     |                         |
| 38                     | 38                   | «Канал Джеймі»                                    | 3 грудня 2013     |                         |
| 39                     | 39                   | «Землю на продаж»                                 | 4 грудня 2013     |                         |
| 40                     | 40                   | «Ніч падаючих метеоритів»                         | 4 грудня 2013     |                         |
| 41                     | 41                   | «Притулок»                                        | 5 грудня 2013     |                         |
| 42                     | 42                   | «Обережно, злий Джеймі»                           | 5 грудня 2013     |                         |
| 43                     | 43                   | «Джеймі та поні-привид»                           | 6 грудня 2013     |                         |
| 44                     | 44                   | «Зовсім підваласний розум»                        | 6 грудня 2013     |                         |
| 45                     | 45                   | «Революція!»                                      | 7 грудня 2013     |                         |
| 46                     | 46                   | «Королівські шмарклі»                             | 7 грудня 2013     |                         |
| 47                     | 47                   | «Великий секрет»                                  | 8 грудня 2013     |                         |
| 48                     | 48                   | «Джеймі Волш»                                     | 8 грудня 2013     |                         |
| 49                     | 49                   | «Мій тато не з цього світу»                       | 9 грудня 2013     |                         |
| 50                     | 50                   | «У Ервіна теж щупальці»                           | 9 грудня 2013     |                         |
| 51                     | 51                   | «Принцеса Джеймі»                                 | 10 грудня 2013    |                         |
| 52                     | 52                   | «Увесь світ на кону»                              | 10 грудня 2013    |                         |
| 2 сезон                |                      |                                                   |                   |                         |
| 53                     | 1                    | «Космічна пастка»                                 | 1 лютого 2014     | 16 грудня 2017          |
| 54                     | 2                    | «Найкращій улюблинець людини»                     | 1 лютого 2014     | 17 грудня 2017          |
| 55                     | 3                    | «Найсмачніша їжа у Галактиці»                     | 2 лютого 2014     | 18 грудня 2017          |
| 56                     | 4                    | «Джеймі, де твої очі?»                            | 2 лютого 2014     | 19 грудня 2017          |
| 57                     | 5                    | «Колесо принців»                                  | 3 лютого 2014     | 20 грудня 2017          |
| 58                     | 6                    | «Бестрашний Ервін»                                | 3 лютого 2014     | 21 грудня 2017          |
| 59                     | 7                    | «Врятувати Мітча»                                 | 4 лютого 2014     | 22 грудня 2017          |
| 60                     | 8                    | «Секретна коробка»                                | 4 лютого 2014     | 23 грудня 2017          |
| 61                     | 9                    | «Доктор Ервін та містер Пон-пон»                  | 5 лютого 2014     | 24 грудня 2017          |
| 62                     | 10                   | «Назад, у ідеальне майбутнє»                      | 5 лютого 2014     | 25 грудня 2017          |
| 63                     | 11                   | «Ервін-прибулець»                                 | 6 лютого 2014     | 26 грудня 2017          |
| 64                     | 12                   | «Обережно, вірус!»                                | 6 лютого 2014     | 27 грудня 2017          |
| 65                     | 13                   | «Важко бути королем»                              | 7 лютого 2014     | 28 грудня 2017          |
| 66                     | 14                   | «Нескінченний день»                               | 7 лютого 2014     | 29 грудня 2017          |
| 67                     | 15                   | «Мале Бларбеня»                                   | 8 лютого 2014     | 30 грудня 2017          |
| 68                     | 16                   | «Ламогедон»                                       | 8 лютого 2014     | 31 грудня 2017          |
| 69                     | 17                   | «Шмаркле-брати»                                   | 9 лютого 2014     | 15 червня 2018          |
| 70                     | 18                   | «Обережно, Джеймі за кермом!»                     | 9 лютого 2014     | 16 червня 2018          |
| 71                     | 19                   | «Вітаємо вас у Волчів»                            | 10 лютого 2014    | 17 червня 2018          |
| 72                     | 20                   | «Сім'ю не вибирають»                              | 10 лютого 2014    | 18 червня 2018          |
| 73                     | 21                   | «Подруга з Космосу»                               | 11 лютого 2014    | 19 червня 2018          |
| 74                     | 22                   | «Мій тато диктатор»                               | 11 лютого 2014    | 20 червня 2018          |
| 75                     | 23                   | «Альтер Ервін»                                    | 12 лютого 2014    | 21 червня 2018          |
| 76                     | 24                   | «Джеймі. Пригадати все!»                          | 12 лютого 2014    | 22 червня 2018          |
| 77                     | 25                   | «Джеймі на службі в ФБР»                          | 13 лютого 2014    | 23 червня 2018          |
| 78                     | 26                   | «Голодні ігри»                                    | 13 лютого 2014    | 24 червня 2018          |
| 79                     | 27                   | «Везіння на продаж»                               | 14 лютого 2014    | 25 червня 2018          |
| 80                     | 28                   | «Найважливіший чоловік у Галактиці»               | 14 лютого 2014    | 26 червня 2018          |
| 81                     | 29                   | «Влучний удар»                                    | 15 лютого 2014    | 27 червня 2018          |
| 82                     | 30                   | «Ув'язнений об'єкт дослідження»                   | 15 лютого 2014    | 28 червня 2018          |
| 83                     | 31                   | «Кантакт 2.0»                                     | 16 лютого 2014    | 29 червня 2018          |
| 84                     | 32                   | «Якась влошива планетка»                          | 16 лютого 2014    | 30 червня 2018          |
| 85                     | 33                   | «Іди, іди дощику»                                 | 17 лютого 2014    | 1 липня 2018            |
| 86                     | 34                   | «Ромеа і Джеймі»                                  | 17 лютого 2014    | 2 липня 2018            |
| 87                     | 35                   | «Ефект Піноккіо»                                  | 18 лютого 2014    | 3 липня 2018            |
| 88                     | 36                   | «Мій найкращій друг Влок!»                        | 18 лютого 2014    | 4 липня 2018            |
| 89                     | 37                   | «Неймовірний Ервін»                               | 19 лютого 2014    | 5 липня 2018            |
| 90                     | 38                   | «У чужій шкурі»                                   | 19 лютого 2014    | 6 липня 2018            |
| 91                     | 39                   | «Незграба з Космосу»                              | 20 лютого 2014    | 7 липня 2018            |
| 92                     | 40                   | «Плутанина з пирогами»                            | 20 лютого 2014    | 8 липня 2018            |
| 93                     | 41                   | «Страшенно симпатичні»                            | 21 лютого 2014    | 9 липня 2018            |
| 94                     | 42                   | «Джеймі та втрачена сфера»                        | 21 лютого 2014    | 10 липня 2018           |
| 95                     | 43                   | «Атака комарів мутантів»                          | 22 лютого 2014    | 11 липня 2018           |
| 96                     | 44                   | «Ми не пірати, пірати не ми!»                     | 22 лютого 2014    | 12 липня 2018           |
| 97                     | 45                   | «Занатто високий рівень безпеки»                  | 23 лютого 2014    | 13 липня 2018           |
| 98                     | 46                   | «Те що мало статися, сталося!»                    | 23 лютого 2014    | 14 липня 2018           |
| 99                     | 47                   | «Мій улюблений робот»                             | 24 лютого 2014    | 15 липня 2018           |
| 100                    | 48                   | «Вперед у минуле!»                                | 24 лютого 2014    | 16 липня 2018           |
| 101                    | 49                   | «Імперія Бларб. Частина перша»                    | 25 лютого 2014    | 17 липня 2018           |
| 102                    | 50                   | «Імперія Бларб. Частина друга»                    | 25 лютого 2014    | 18 липня 2018           |
| 103                    | 51                   | «Заклад за всяку ціну»                            | 26 лютого 2014    | 19 липня 2018           |
| 104                    | 52                   | «Не кажи прощавай!»                               | 26 лютого 2014    | 20 липня 2018           |